# Dol, Stari Grad
Dol je manjše naselje južno od Starega Grada na otoku Hvaru (Hrvaška), ki upravno spada pod mesto Stari Grad, ta pa v Splitsko-dalmatinsko županijo.

## Geografija
Naselje Dol leži v dveh ločenih dolinah nad katerima se vzpenja manjši grič, vrh katerega je župnijska cerkev sv. Mihovila Arhanđela. V vzhodni dolini se nahaja zaselek Dol sv. Ane, v zahodni dolini pa zaselek Dol sv. Marije.

## Prebivalstvo
V naselju stalno živi 350 prebivalcev (popis 2001), ki se ukvarjajo predvsem s kmetijstvom.
| Pregled števila prebivalcev po letih | Pregled števila prebivalcev po letih | Pregled števila prebivalcev po letih | Pregled števila prebivalcev po letih | Pregled števila prebivalcev po letih | Pregled števila prebivalcev po letih | Pregled števila prebivalcev po letih | Pregled števila prebivalcev po letih | Pregled števila prebivalcev po letih | Pregled števila prebivalcev po letih | Pregled števila prebivalcev po letih | Pregled števila prebivalcev po letih | Pregled števila prebivalcev po letih | Pregled števila prebivalcev po letih | Pregled števila prebivalcev po letih |
| ------------------------------------ | ------------------------------------ | ------------------------------------ | ------------------------------------ | ------------------------------------ | ------------------------------------ | ------------------------------------ | ------------------------------------ | ------------------------------------ | ------------------------------------ | ------------------------------------ | ------------------------------------ | ------------------------------------ | ------------------------------------ | ------------------------------------ |
| 1857                                 | 1869                                 | 1880                                 | 1890                                 | 1900                                 | 1910                                 | 1921                                 | 1931                                 | 1948                                 | 1953                                 | 1961                                 | 1971                                 | 1981                                 | 1991                                 | 2001                                 |
| 492                                  | 570                                  | 698                                  | 895                                  | 942                                  | 844                                  | 844                                  | 798                                  | 666                                  | 643                                  | 613                                  | 497                                  | 439                                  | 396                                  | 348                                  |

## Zgodovina
Po ljudskem izročilu je Dol eno od najstarejših naselij na otoku, kar dokazujejo tudi arheološka izkopavanja v okolici.
Področje Dola je bilo poseljeno že v prazgodovini in se je ohranilo vse do danes. Iz obdobja Ilirov so ohranjeni ostanki zgradb Purkin kuk. Iz kasnejšega obdobja pa rimska villa rustica na Kupinoviku, ter srednjeveška cerkvica sv. Dujme iz 11. stoletja.

## Arheološke lokacije
- Purkin kuk
- Kupinovik
- cerkev sv. Dujme ob cesti proti Vrbanju

## Sakralni objekti
- cerkev sv. Ane - prva omemba leta 1226
- cerkev sv. Marije - 14. stoletje
- cerkev sv. Mihovila Arhanđela - 14. stoletje
- kapelica sv. Roka - 14. stoletje